# Speck / Wehl / Helpenstein
Speck / Wehl / Helpenstein ist ein Stadtbezirk in der Stadt Neuss im Land Nordrhein-Westfalen. Die Zahl der Einwohner in diesem Bezirk beträgt 1208 auf einer Fläche von 3,01 km² (Stand 31. Dezember 2021).

## Lage
Südlich von Wehl befindet sich die Stadtgrenze zur Stadt Grevenbroich. Westlich des Ortes fließt der Gillbach vorbei. Im Osten grenzt der Stadtbezirk an Hoisten. Im Westen von Helpenstein verlaufen der Strategische Bahndamm und die Erft. Dahinter liegt der Ort Münchrath.

## Geschichte
Vor 5000 Jahren diente dieses Gebiet den Steinzeitmenschen als Jagdgebiet. Die Ortschaft Wehl wurde erstmals im Jahre 817 schriftlich erwähnt. Im Jahre 1148 wurde Helpenstein als „Harpern“ schriftlich aufgeführt. Im Jahre 1314 erwarb der Kölner Erzbischof Heinrich II. von Virneburg das Gebiet und löste damit einen Streit mit der Familie von Helpenstein aus. Im Jahre 1670 gehörten Speck und Wehl zum kurkölnischen Dingstuhl Hülchrath und zum Kirchspiel Neukirchen mit Neukirchen, Gubisrath, Haus Horr, Lübisrath, Mühlrath, Münchrath, Norbisrath und der Wüstung Rüblinghoven. Helpenstein besaß im gleichen Jahr 17 Häuser. In der Nähe des Ortes befand sich die Richtstätte „Auf den Stöcken“, auf der 1629 13 Frauen als Hexen hingerichtet worden waren. 1794 besetzten französische Truppen Helpenstein, Speck und Wehl. Die kleinen Dörfer blieben Hülchrath weiter zugeordnet, die 1815 in Gemeinde Hülchrath umbenannt wurde und Teil des neuen Kreises Grevenbroich war. 1929 erfolgte die Umbenennung in Gemeinde Neukirchen. Am 1. Januar 1975 wurden Helpenstein, Speck und Wehl in die Stadt Neuss umgegliedert.

### Einwohnerentwicklung
- 31. Dezember 1989: 1110 Einwohner
- 31. Dezember 2003: 1359 Einwohner
- 16. November 2007: 1356 Einwohner
- 30. Juni 2011: 1271 Einwohner
- 20. Juni 2017: 1231 Einwohner

## Kultur und Freizeit
Die Erftaue lädt zu weitläufigen Wanderungen ein. Der Strategische Bahndamm ist als Wanderweg und als Pferdewanderweg ausgebaut.

### Vereine
- Kirmesgesellschaft Speck / Wehl
- Kirmesgesellschaft Helpenstein
- Dorfgemeinschaft Helpenstein
- Freizeitfußballverein

## Infrastruktur

### Einrichtungen
- Kindergarten

### Verkehr
Durch Speck, Wehl und Helpenstein verlaufen die Buslinien 873 und 872 des BVR. Auch führt die Bundesstraße 477 durch Speck. Der Ort liegt an der alten Römerstraße Trier–Neuss.